# Ponta do Pargo
Ponta do Pargo é uma freguesia portuguesa do município da Calheta, na ilha da Madeira, Região Autónoma da Madeira,  com 24,71 km² de área e 803 habitantes (censo de 2021). A sua densidade populacional é 32,5 hab./km².
Ponta do Pargo tem uma estrada que liga Porto Moniz e Santana e Funchal. A atividade principal é a construção civil. Tem costa no Oceano Atlântico a oeste e montanhas a este.
O nome da Ponta do Pargo adveio da sua localização na extrema ponta ocidental da ilha e pelas suas águas serem ricas em pargo.
Esta zona distingue-se de toda a Ilha da Madeira pelos seus planos terrenos. Silenciosa e peculiar, esta freguesia mantém o seu encanto durante quase todo o ano, estando mais viva quando se celebram as festas religiosas. Outro dos eventos que a faz brilhar é a Festa do Pêro.

## Demografia
A população registada nos censos foi:
| Distribuição da População por Grupos Etários | Distribuição da População por Grupos Etários | Distribuição da População por Grupos Etários | Distribuição da População por Grupos Etários | Distribuição da População por Grupos Etários |
| -------------------------------------------- | -------------------------------------------- | -------------------------------------------- | -------------------------------------------- | -------------------------------------------- |
| Ano                                          | 0-14 Anos                                    | 15-24 Anos                                   | 25-64 Anos                                   | > 65 Anos                                    |
| 2001                                         | 207                                          | 148                                          | 509                                          | 281                                          |
| 2011                                         | 136                                          | 92                                           | 438                                          | 243                                          |
| 2021                                         | 80                                           | 91                                           | 400                                          | 232                                          |

Nota: No ano de 1864 pertencia ao concelho de Porto Moniz. Por decreto de 26 de junho de 1871 passou a fazer parte deste concelho.

## Freguesias próximas
- Achadas da Cruz, norte
- Fajã da Ovelha, sudeste

## Património
- Igreja Paroquial de São Pedro

A igreja paroquial de São Pedro fica situada no Sítio do Salão, na Ponta do Pargo e é considerada um imóvel de interesse municipal segundo o decreto nº 129/77, DR, 1.ª série, n.º 226 de 29 de setembro de 1977.
Esta tem uma construção considerada de estilo maneirista e moderno, com uma planta longitudinal composta e de nave única. A fachada principal é em empena e o portal principal em arco pleno arquitravado encimado por janela e brasão.

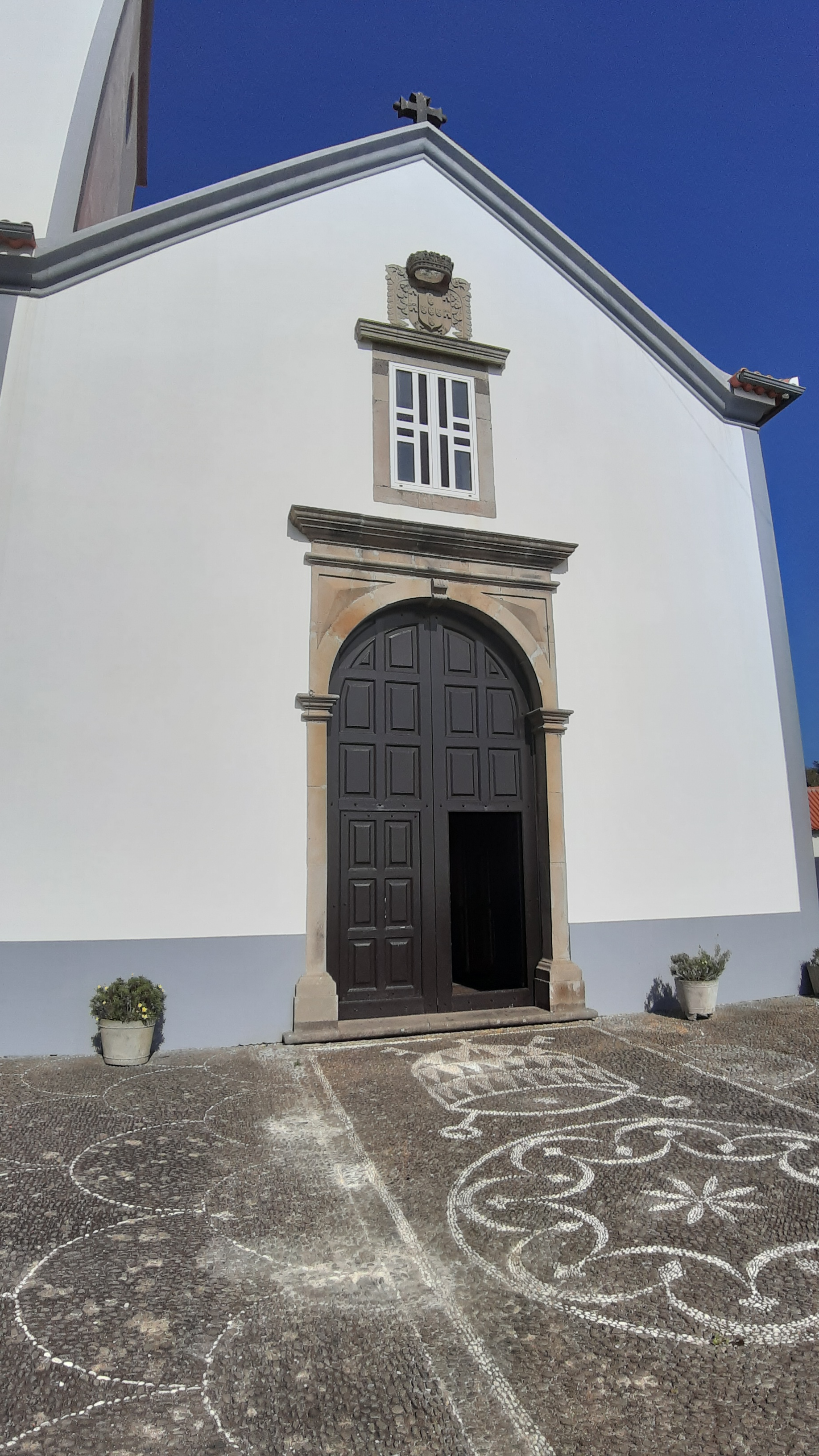
Fachada Frontal Igreja de São Pedro Ponta do Pargo

A igreja está inserida num meio rural num adro sobrelevado da estrada, empedrado a calhau rolado miúdo à frente da igreja com desenhos a pedra branca, formando um tapete com tiara papal sobre par de chaves, uma rosácea e a data de 1951.
Segundo informação recolhida junto do site da Direção Geral do Património Cultural, a construção desta igreja passou por várias fazes sendo seus construtores o engenheiro e mestre das obras reais Jerónimo Jorge (1609) e João António Vila Vicêncio (1790). A pintura terá sido a cargo de António Gouveia (1950).

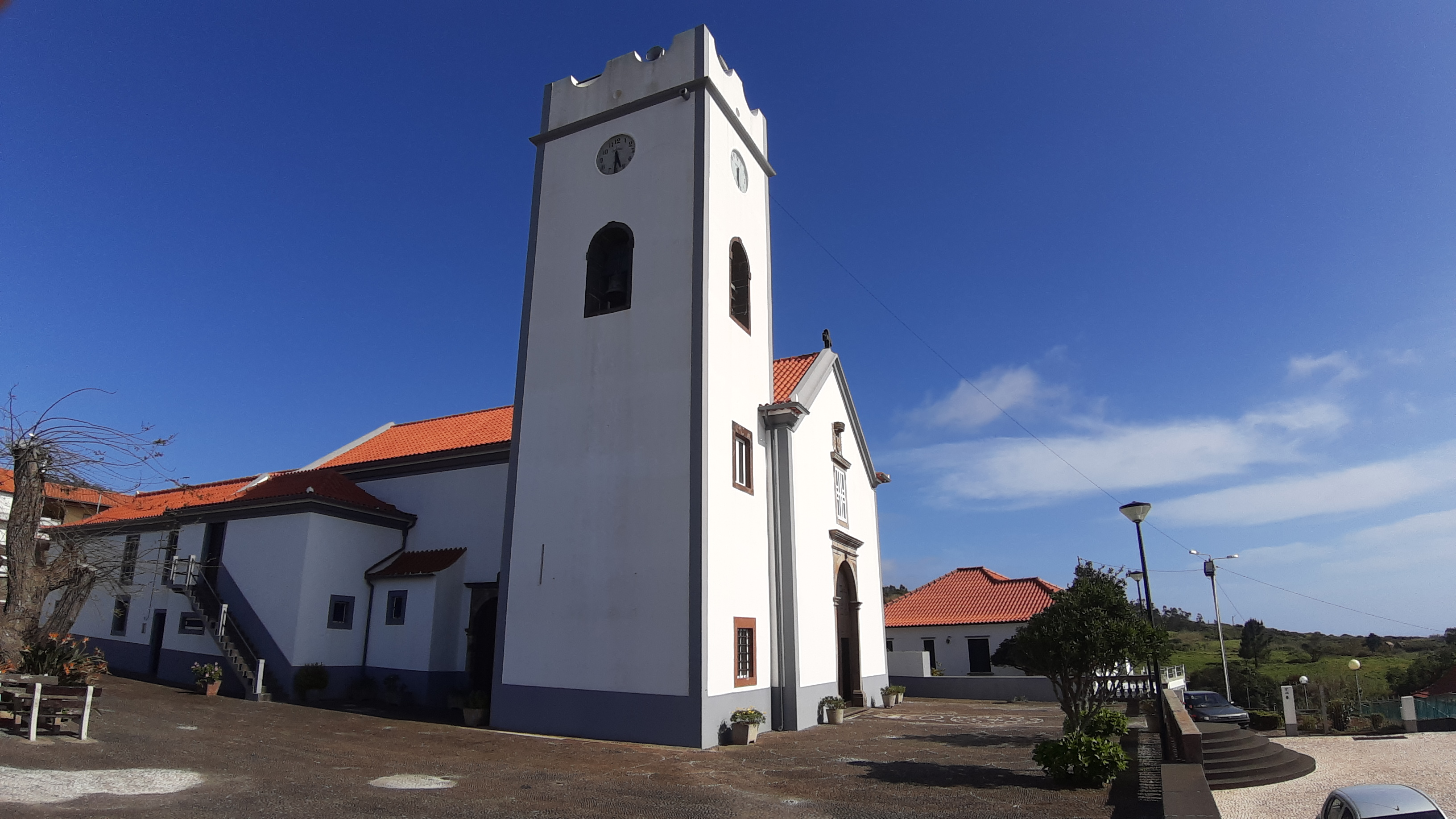
Igreja de São Pedro

- Capela de Nossa Senhora do Amparo
- Capela de Nossa Senhora da Boa Morte
- Capela de Nossa Senhora da Boa Viagem
- Farol da Ponta do Pargo
- Lavadouros[8] públicos – Encontram-se no sítio do Amparo. Lavar a roupa inicialmente era tarefa realizada nas ribeiras ou nas levadas. Após a canalização realizada aquando da introdução dos fontanários, o arquiteto Chorão Ramalho, no início da segunda metade do século XX, projetou muitos modelos de lavadouros públicos. Este lavadouro, no Sítio do Amparo, é um desses projetos. Consiste num alpendre em laje de betão que alberga estes lavadouros. Estas estruturas foram restauradas de forma a apresentar alguma empatia para com estas “lavandeiras”, dando assim condições a estas mulheres para lavarem as suas roupas.[9]

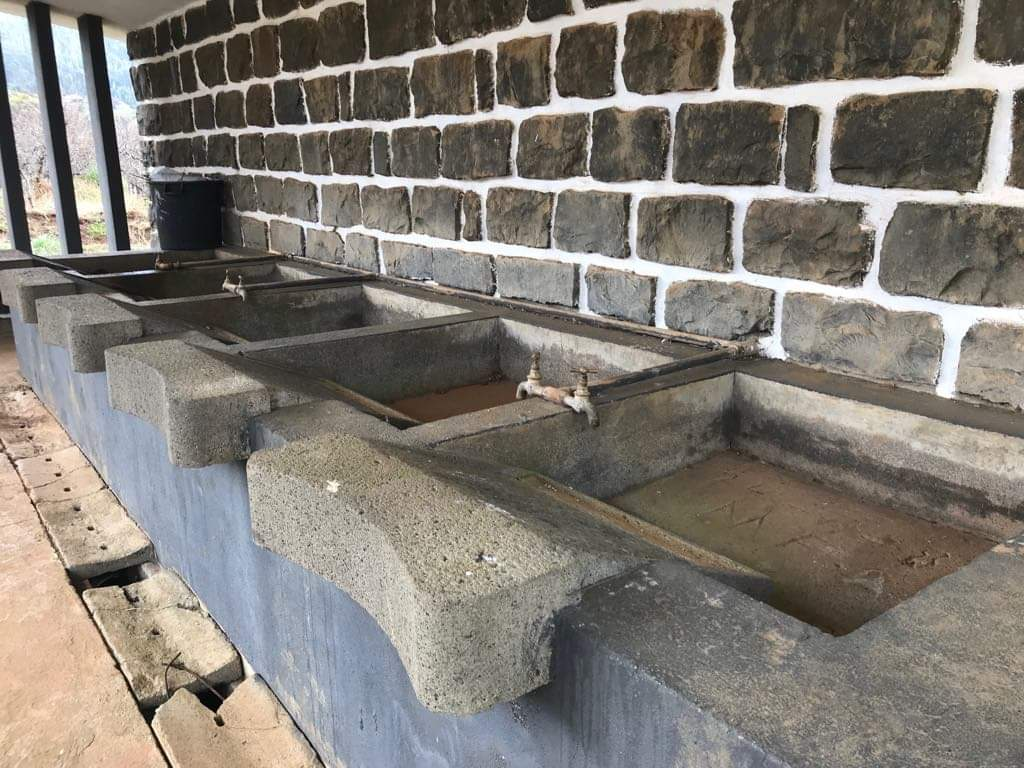
Poços dos lavadouros
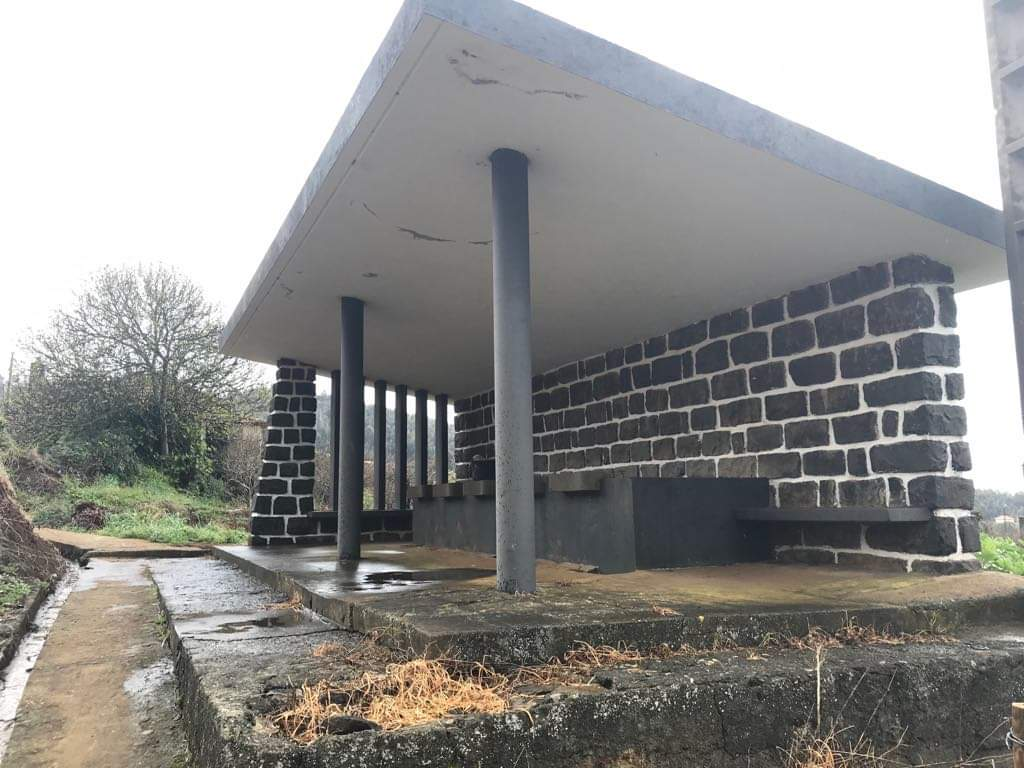
O alpendre que alberga os lavadouros
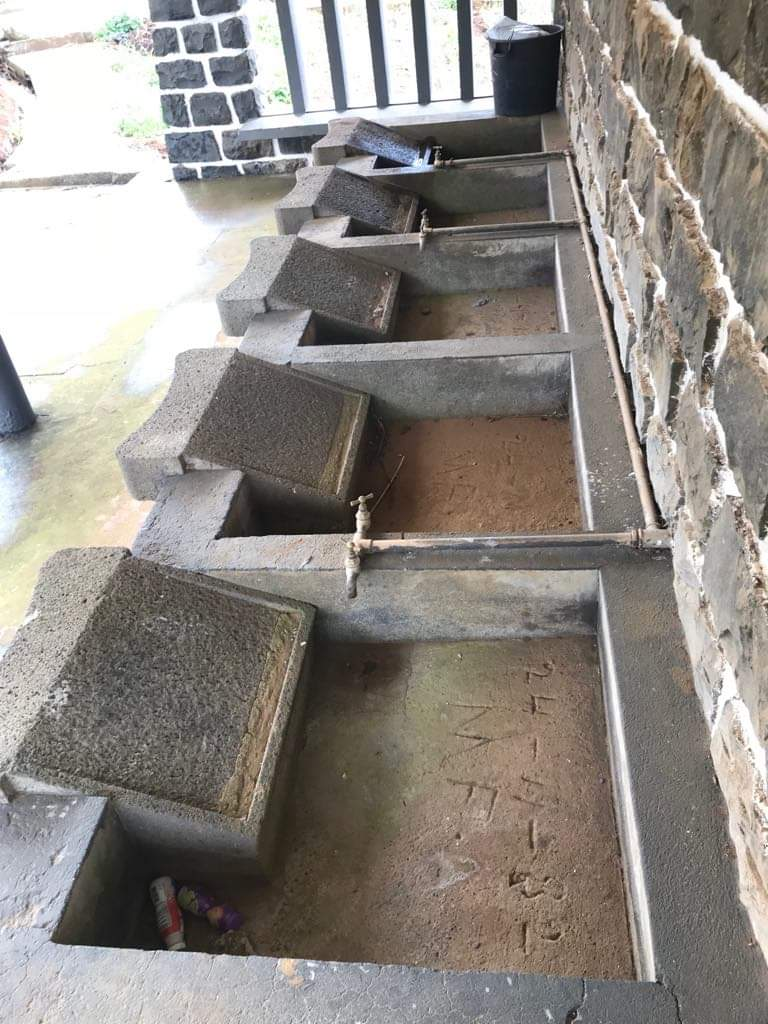
Quatro poços de lavar a roupa

## Equipamentos
A Ponta do Pargo tem uma escola, igrejas, capelas, praça, um Centro de Dia, Centro de Saúde, uma agência bancária, um posto de Correios, uma associação desportiva e recreativa, uma Casa do Povo, uma Casa de Chá denominada Casa de Chá O Fio e um farol.
Brevemente a Ponta do Pargo  irá possuir um campo de golfe.

## Gastronomia
Na gastronomia local de Ponta do Pargo destacam-se o grelhado misto de carnes e o peixe de espada em vinho e alho.

## Galeria

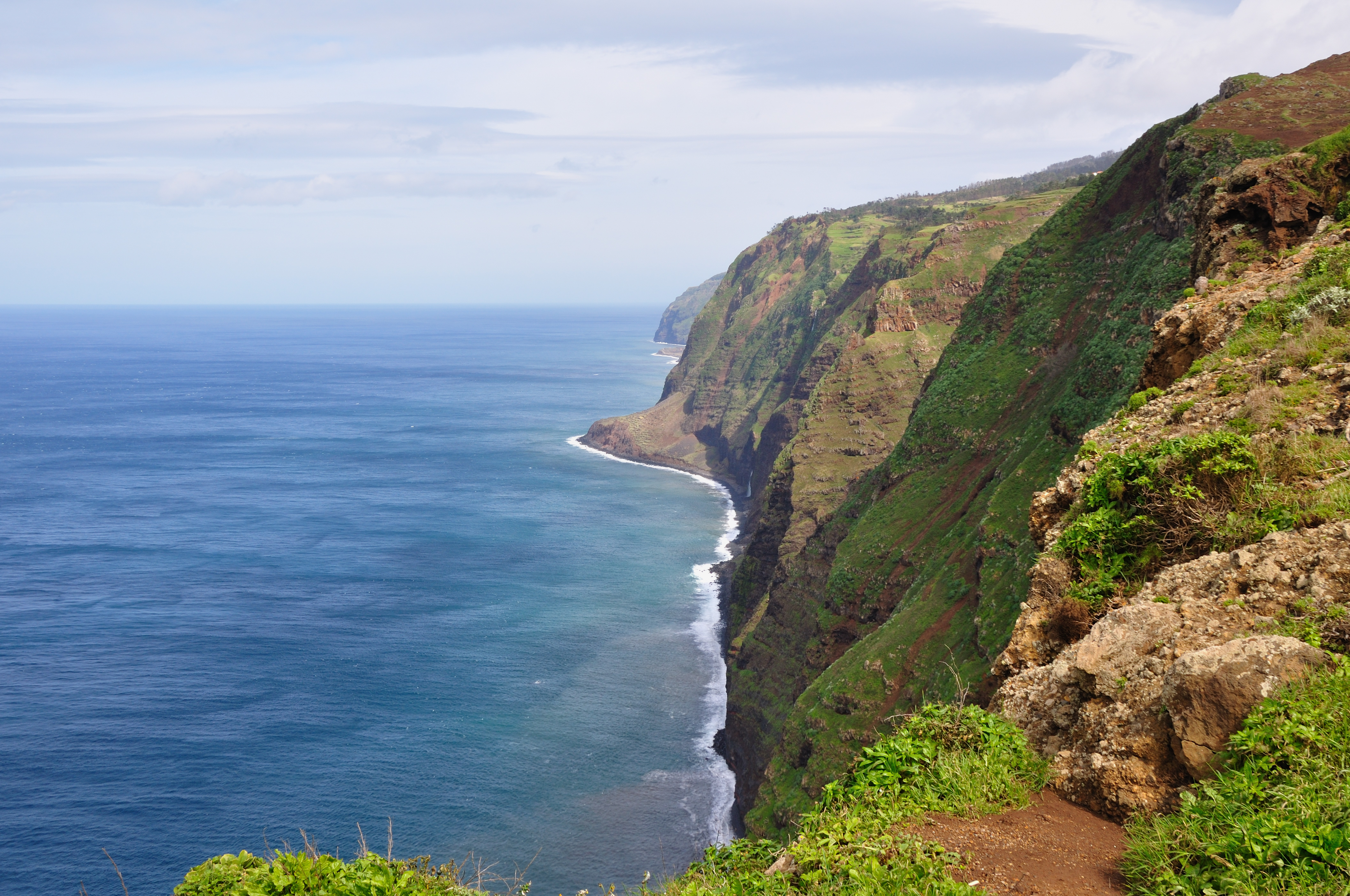
Linha costeira a nordeste da Ponta do Pargo
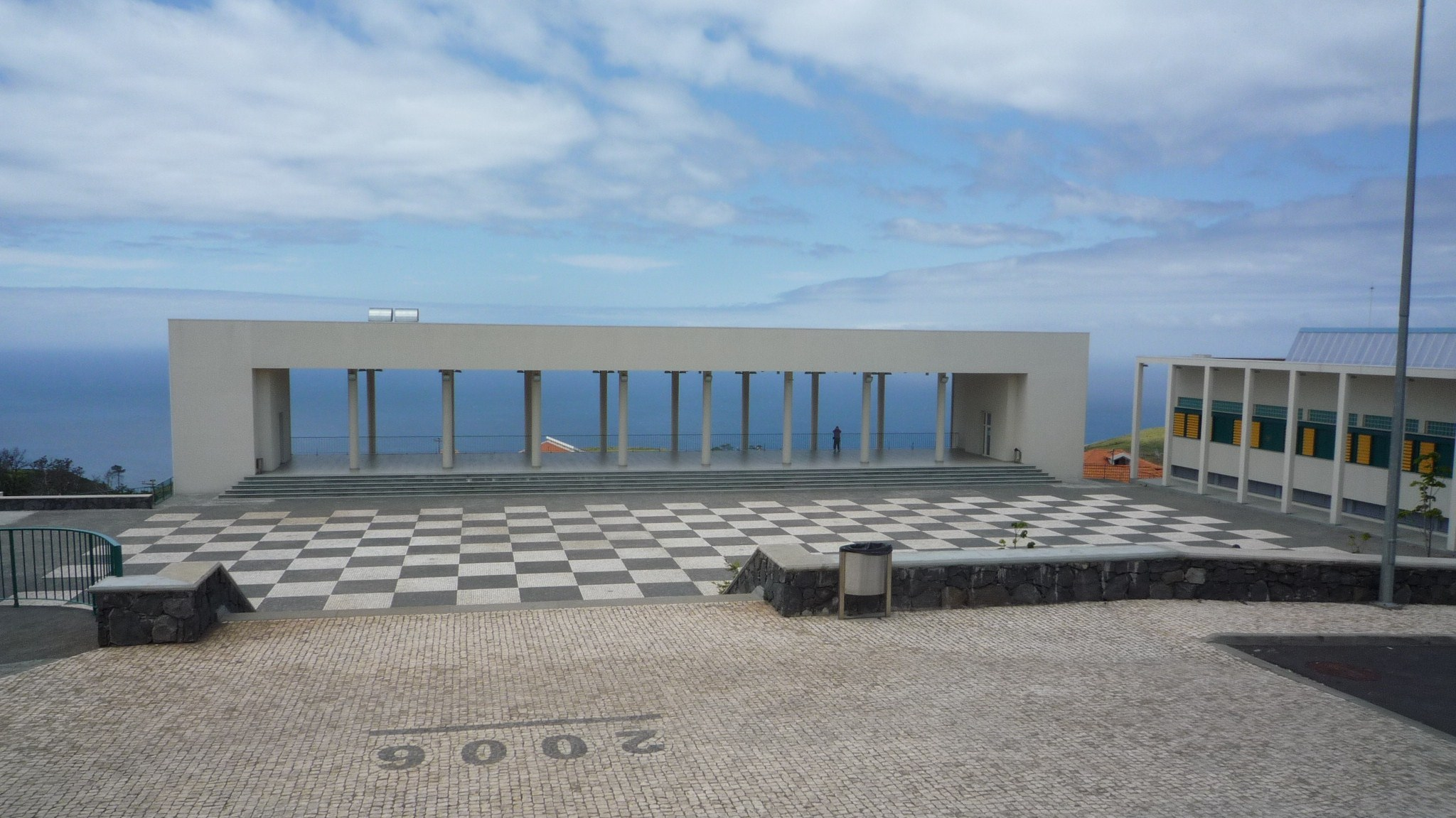
Centro Cívico
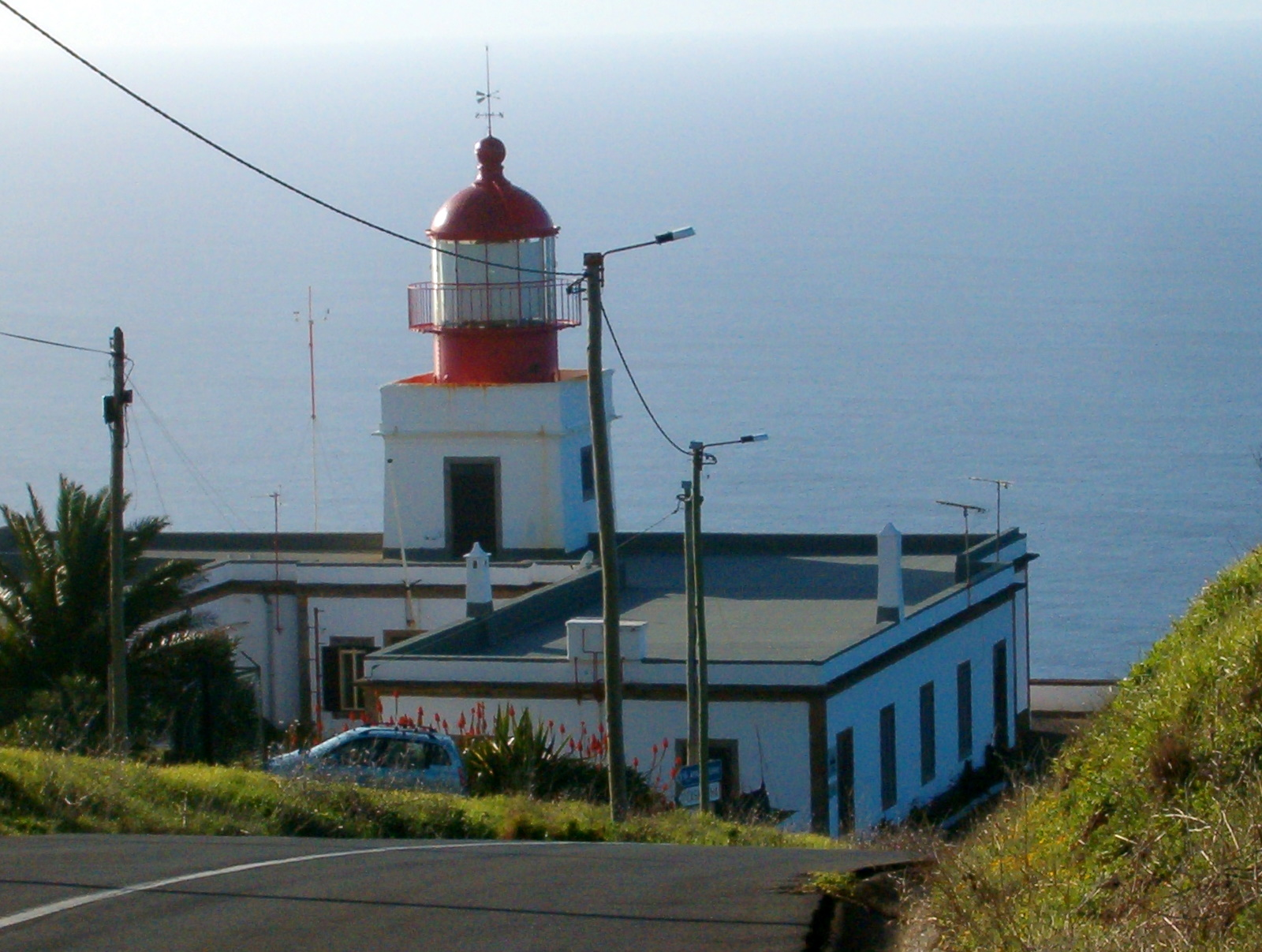
Farol da Ponta do Pargo